# Хоменътмен (София)
Хоменътмен (арменски: Հ.Մ.Ը.Մ.) е български футболен отбор от София, съществувал в периода 1922 – 1942 г.
Основан е през 1922 г. като отбор на арменската общност в Трети район на София, но е привличал състезатели и от другите столични квартали. Неговата цел е била създаването на условия за качествено физическо възпитание на арменската младеж. Името му е съкращение, означаващо – Всеобщ арменски съюз за телесна култура (ВАСТК). Клубове със същото име са създадени навсякъде из арменската диаспора в Европа и Америка по това време. В България едноименни клубове функционират преди 1944 г. в Пловдив, Пазарджик, Сливен, Стара Загора, Варна и Бургас.
Софийският федеративен клуб Хоменътмен не е разполагал със собствено игрище и провеждал мачовете си на другите софийски игрища. Клубните му цветове са били червено, синьо и черно. Не постига някакви големи успехи при участието си в софийските първенства, като основно се състезава в долните дивизии. През годините има силно спортно съперничество с отбора на „Акоах“.
През януари 1935 г. отборът се преименува за кратко на Яворов, но през декември 1935 г. отново връща старото си име.
През август 1942 г. Хоменътмен се влива в „Спортклуб Средец“ под името „Спортклуб Средец“ и престава да съществува.
Успехи:
- 2 Софийска дивизия: 1933 (8-о място)
- 3 Софийска дивизия: 1930, 1931, 1932 (4-то място)
- Купа „Улпия Сердика“: 1931, 1936, 1939, 1941 (1 кръг)